# Milan Boháč
Milan Boháč (* 30. srpna 1962) je bývalý český fotbalista, útočník.

## Fotbalová kariéra
V české lize hrál za FK Švarc Benešov. Nastoupil v 13 ligovych utkáních a dal 1 gól. Ve druhé lize hrál za Mladou Boleslav a je s 50 góly na šestém místě mezi nejlepšími střelci týmu.

## Ligová bilance
| Ročník                               | Zápasy | Góly | Klub                |
| ------------------------------------ | ------ | ---- | ------------------- |
| Česká národní fotbalová liga 1985/86 | 13     | 3    | AŠ Mladá Boleslav   |
| Česká národní fotbalová liga 1986/87 | 20     | 3    | AŠ Mladá Boleslav   |
| Česká národní fotbalová liga 1987/88 | 28     | 6    | AŠ Mladá Boleslav   |
| Česká národní fotbalová liga 1988/89 | 30     | 9    | AŠ Mladá Boleslav   |
| 2. česká fotbalová liga 1993/94      | -      | 0    | FK Švarc Benešov    |
| 1. česká fotbalová liga 1994/95      | 12     | 1    | FK Švarc Benešov    |
| 2. česká fotbalová liga 1994/95      | -      | 0    | SK Český ráj Turnov |
| CELKEM 1. liga                       | 13     | 1    |                     |